# MBK Rieker Komárno
Le MBK Ricker Kormano est un club slovaque de basket-ball appartenant au Championnat de Slovaquie de basket-ball, en première division et est basé dans la ville de Komárno.

## Palmarès
- Champion de Slovaquie : 2015
- Finaliste du Championnat de Slovaquie : 2012 et 2013
- Coupe de Slovaquie : 2013